# Certificación Ética Hacker
El Certificado Hacker Ético es una certificación profesional proporcionada por el Consejo Internacional de Consulta de Comercio Electrónico (EC-Council).
Un hacker ético usualmente trabaja en organizaciones que confían en él o ella para intentar penetrar redes y/o sistemas computacionales, usando los mismos métodos que un hacker, con el propósito de reparar o encontrar vulnerabilidades de seguridad informática.
Un hacker ético certificado tiene una acreditación o certificación en cómo buscar debilidades y/o vulnerabilidades en sistemas usando los mismos conocimientos y herramientas que un cracker pero con fines benévolos.
El código para el examen de certificación es 312-50. La versión actual del certificado es la V11.
El EC-Council ofrece otra certificación, conocida como Certificación de Arquitectura en Defensa de Redes (CNDA, por sus siglas en inglés). Esta certificación fue creada por las agencias del Gobierno de los Estados Unidos, y solamente está disponible para los miembros de agencias seleccionadas. Aparte del nombre, el contenido del curso es exactamente el mismo.

## Examen
La Certificación Hacker Ético se obtiene tomando el examen de certificación, eso después de haber atendido a un centro de entrenamiento (Centro de Formación Acreditada) o mediante el auto-estudio. Si un candidato opta por realizar auto-estudio, se debe llenar un formulario de solicitud y debe probar que tiene 2 años de experiencia en seguridad informática. En caso de que no se tengan los 2 años de experiencia, se podrá mandar una solicitud hablándoles sobre tu formación educativa y porque deberían considerarte. La versión actual del CEH es la V12 y usa el examen 312-50 del EC-Council, así como era en las versiones anteriores. La nueva versión del examen fue lanzado recientemente. Este examen consta de 125 preguntas de opción múltiple, con un límite de 4 horas para resolverlo, y requiere por lo menos un puntaje del 70% para aprobarlo. El examen es resuelto vía web en la página de Prometric Prime. El código del examen varía dependiendo el centro de pruebas.

## Recertificación
El ECE (Educación Continua de EC-Council) se encarga de que todos los profesionales certificados mantengan y amplíen sus conocimientos. Todos los profesionales deben de conocer los requerimientos del ECE para que eviten la revocación de la certificación. Los miembros que tengan esta certificación o bien otras certificaciones que provengan del EC-Council, tendrá que re-certificarse bajo este programa cada 3 años por un mínimo de 120 créditos.

## Controversia
Algunos profesionales en seguridad informática se han opuesto al término hacker ético: "No existe tal cosa como 'Hacker ético' eso es como decir 'Violador ético' es una contradicción de términos". Parte de la controversia puede que haya surgido por la vieja definición de hacker, la cual se ha convertido en un sinónimo de criminal informático.
Aunque realmente aquellos que opinan esto desconocen que los términos informáticos modernos hacen referencia a un hacker como alguien neutro, cuando nos referimos a "Hacker" como viejo término de alguien malvado se le debería considerar un "cracker".
Por otra parte, a algunas compañías no les interesa la asociación. De acuerdo a EC-Council, ha habido un incremento de carreras en la cual la CEH y otras certificaciones son preferidas o requeridas. Incluso el gobierno de los Estados Unidos acepta esta asociación y requiere la acreditación de la CEH para algunos puestos de trabajo.